# M&M's巧克力世界

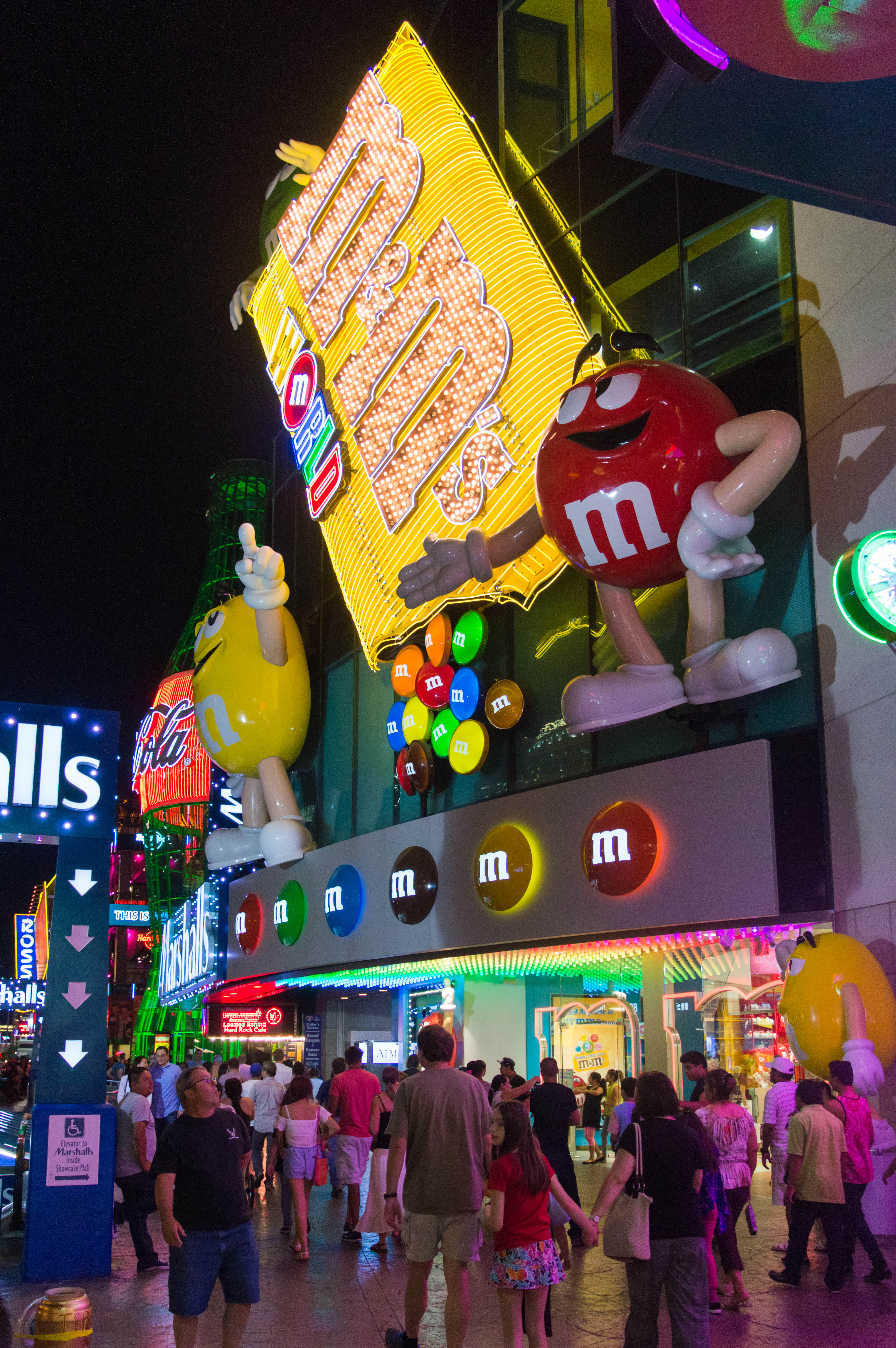
M&M's巧克力世界（拉斯維加斯）

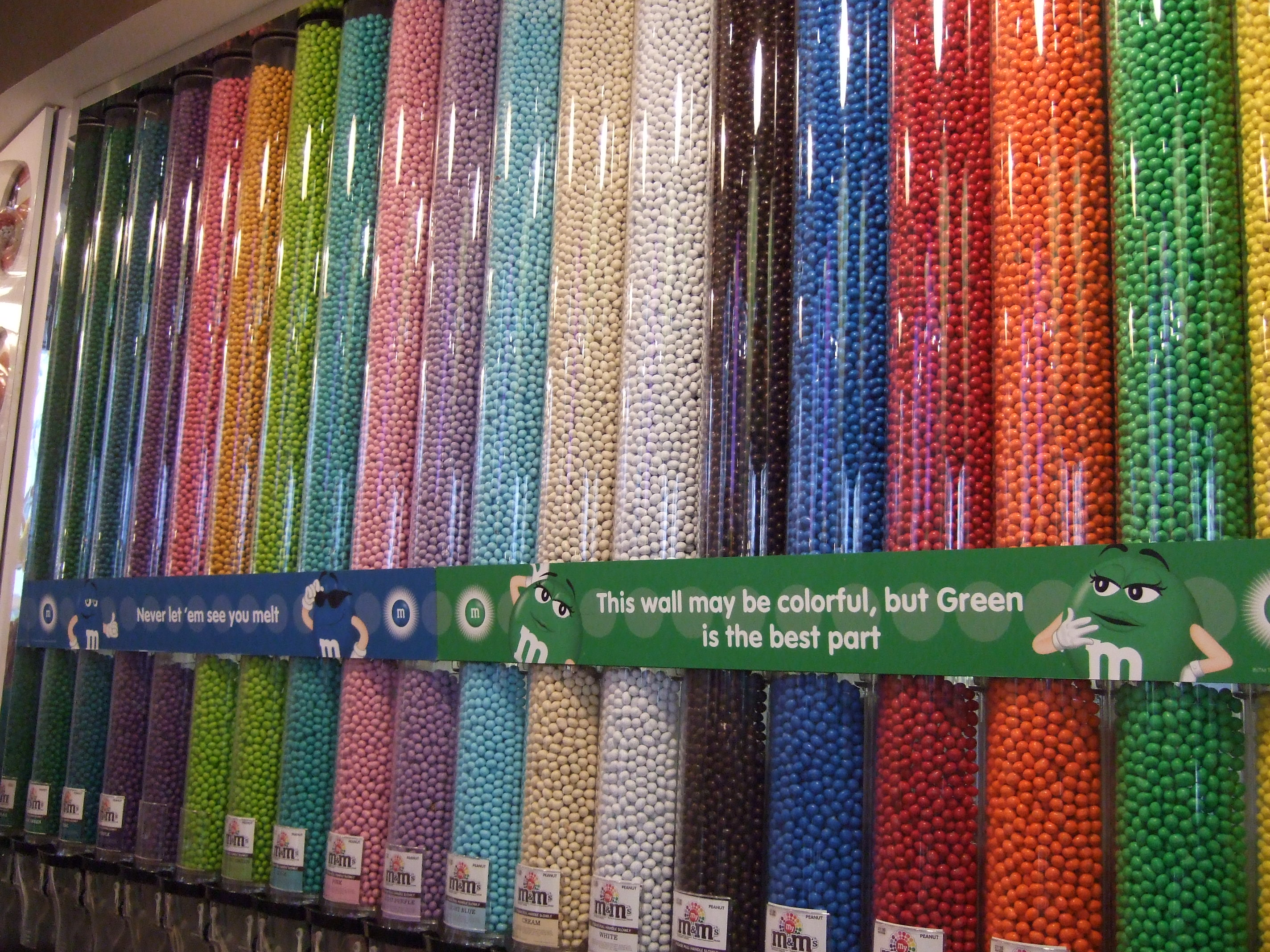
M&M's巧克力世界內部的“彩牆”，由72個連續的糖果填充管組成（美國紐約店）

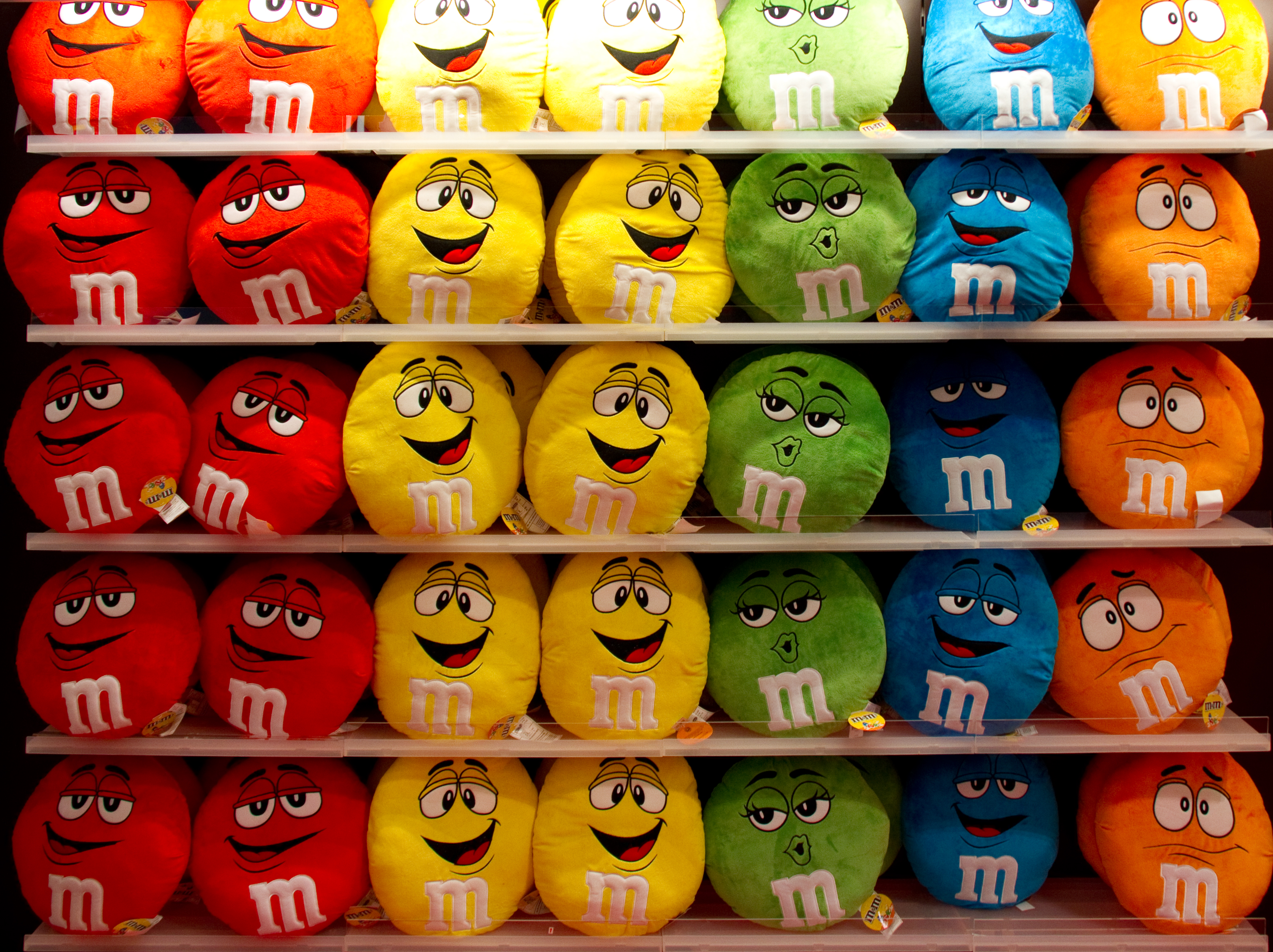
紀念品販售（倫敦店）

M&M's巧克力世界（英語：M&M's World）是M&M's巧克力的旗艦商店，1997年第一間商店在美國拉斯維加斯大道開幕，目前在全球共有6家分店，其中位於英國倫敦萊斯特廣場的分店占地面積35,000平方英尺（3,250平方米），是世界最大的糖果店。除販售糖果及紀念品外，也展示有M&M's卡通角色的裝置藝術；部份分店可訂製個人專屬M&M's巧克力。

## 分店列表
| No. | 地點                            | 圖片 | 開幕年分 |
| --- | ------------------------------- | ---- | -------- |
| 1   | 美国拉斯維加斯 · 拉斯維加斯大道 |      | 1997年   |
| 2   | 美国奧蘭多 · 佛羅里達商場       |      | 2005年   |
| 3   | 美国紐約 · 時報廣場             |      | 2006年   |
| 4   | 英国倫敦 · 萊斯特廣場           |      | 2011年   |
| 5   | 中国上海 · 南京東路             |      | 2014年   |

## 外部連結
- M&M's World London Information
- Official M&M'S World Site （页面存档备份，存于）